# ون بلس ون
OnePlus one هو هاتف ذكي يعمل بنظام أندرويد تم الكشف عنه 25 أبريل 2014، وقد تم طرحه في الأسواق في نفس السنة.